# 쿠치구
쿠치구(Kutch district) 또는 카치구(Kachchh)는 인도 서부 구자라트 주의 디스트릭트로, 부지(Bhuj)에 본사(수도)가 있다. 면적은 45,674km2로 인도에서 가장 큰 지역이다. 쿠치의 면적은 하리아나(44,212km2), 케랄라(38,863km2) 등 다른 인도 주의 전체 면적과 에스토니아(45,335km2)보다 넓다. 쿠치의 인구는 약 2,092,371명이다. 10개의 탈루카, 939개의 마을, 6개의 자치단체로 구성되어 있다. 쿠치구는 쿠치어를 사용하는 쿠치족의 거주지이다.
쿠치는 말 그대로 간헐적으로 젖었다가 마르는 것을 의미한다. 이 지역의 대부분은 장마철에는 물에 잠기고 다른 계절에는 건조해지는 얕은 습지인 쿠치란(Rann of Kutch)으로 알려져 있다. 같은 단어가 산스크리트어에서도 땅거북을 뜻하는 데 사용된다. 란은 몬순 비가 내리기 전에 계절마다 얕은 물이 마르면 눈처럼 하얗게 변하는 습지 소금 평지로 유명하다.
쿠치는 남쪽고 서쪽으로 쿠치만과 아라비아해에 둘러싸여 있다.

## 인구
| 연도    | 인구      | ±% p.a. |
| ------- | --------- | ------- |
| 1901    | 488,022   | —       |
| 1911    | 513,429   | +0.51%  |
| 1921    | 484,547   | −0.58%  |
| 1931    | 520,496   | +0.72%  |
| 1941    | 507,880   | −0.25%  |
| 1951    | 567,606   | +1.12%  |
| 1961    | 696,440   | +2.07%  |
| 1971    | 849,769   | +2.01%  |
| 1981    | 1,050,161 | +2.14%  |
| 1991    | 1,262,507 | +1.86%  |
| 2001    | 1,583,225 | +2.29%  |
| 2011    | 2,092,371 | +2.83%  |
| source: |           |         |